# Partia Socjalizmu i Wolności
Partia Socjalizmu i Wolności (port. Partido Socialismo e Liberdade, P-SOL) – partia polityczna w Brazylii.

## Historia
Założona w 2005 roku przez rozłamowców z Partii Pracujących (PT). Rozłamowcy przeciwni byli polityce gospodarczej rządu PT, którą uważali za neoliberalną. Liderem formacji jest Heloísa Helena.
Jest partią lewicową.